# Top Gear Rally 2
Top Gear Rally 2 é um jogo de corrida para o console Nintendo 64, produzido pela empresa japonesa Kemco e lançado em 1999. Trata-se da continuação do Top Gear Rally e continua com a mesma mecânica: corridas de rally com diferentes pistas e climas. Existem cerca de 30 carros para serem utilizados. Como o Rally original, um jogo relacionado foi lançado para o Game Boy Color como Top Gear Pocket 2, depois renomeado como Top Gear Rally 2 para seu lançamento europeu.

## Recepção
A versão Game Boy Color recebeu críticas "favoráveis", enquanto a versão Nintendo 64 recebeu críticas "médias", de acordo com o site agregador de críticas GameRankings.